# Protapanteles yunnanensis
Protapanteles yunnanensis är en stekelart som först beskrevs av You och Xiong 1987.  Protapanteles yunnanensis ingår i släktet Protapanteles och familjen bracksteklar. Inga underarter finns listade i Catalogue of Life.